# 阿爾伯斯維爾

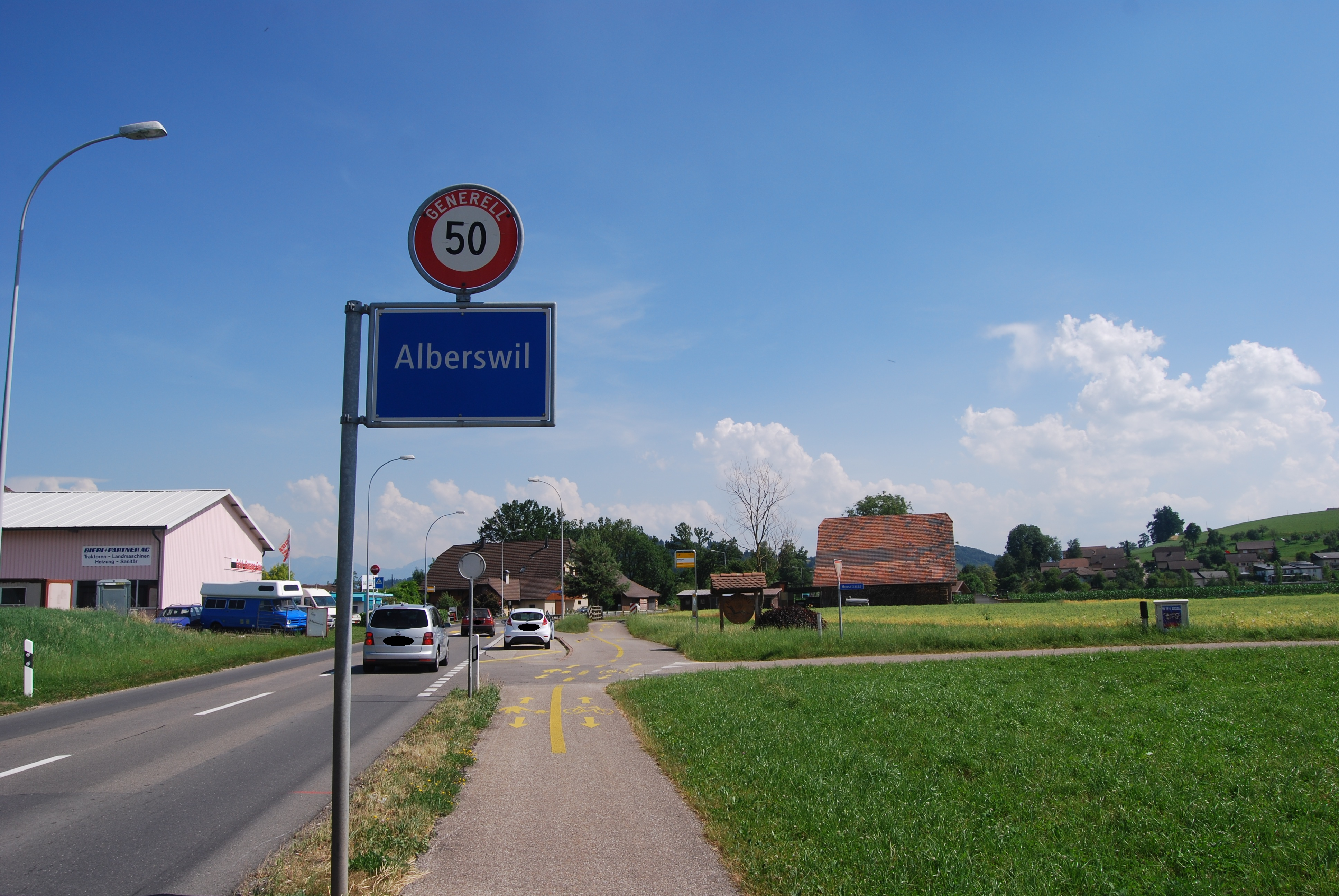

阿爾伯斯維爾是瑞士的城鎮，位於該國中部，由琉森州負責管轄，面積3.53平方公里，七成半土地是農業用地，海拔高度521米，2011年人口593，人口密度每平方公里168人。